# Ванчицький Степан
Ванчицький Степан Карлович (*14 жовтня 1888 р., с. Красне Скалатського повіту, нині Тернопільської області — 18 листопада 1969 р., Сідней, Австралія) — суспільний діяч у краї і на еміграції, правник, член НТШ, журналіст.

## Життєпис
Закінчив українську гімназію в Тернополі, потім юридичний факультет Львівського університету (1908–1913). Був учасником визвольних змагань у лавах Українських Січових Стрільців.
Від початку 1928 р. вів обласну адвокатську канцелярію в Сяноці (до 1944), організовував читальні і філію «Просвіти» в селах і містечках Лемківщини, діяльний ви товаристві «Сільський Господар», боровся проти спроб польських урядових кіл полонізувати українців Західних Карпат. На належну висоту підняв тут рільничу освіту. Працював спільно з художником Л. Гецом, проф. М. Іваненком, о. Степаном Венгриновичем, етнографом І. Добрянською.
У 1939 р. створив у Сяноці «Український Комітет», був обраний головою Української Народної Ради. Був кілька разів ув'язнений. У липні 1944 р. виїхав до Німеччини, а потім до Австралії.
Активіст українського громадського життя у Сіднеї; заступник Української громади НПВ (1957 і 1959), діючий голова осередку праці НТШ (1957).

## Журналістська діяльність
Журналістську діяльність розпочав ще в 1914 р. В Галичині співпрацював у газетах «Діло» та «Українське Слово».
Багато писав про Лемківщину в часописі «Лемківські вісті», «Лемківському календарі», газ. «Наш Лемко». Окремі статті: «Лемкам належиться їхня рідна земля» (1968), «Лемківщина — самоцвіт України» (огляд суспільного життя на Лемківщині в 1918–1944, 1969), «В огні окрадена» (до трагедії лемків у 1944–1947 рр., 1967) та інші, вельми цінні для вивчення історії лемків.